# خوزه ماریا دل ریو
خوزه ماریا دل ریو (اسپانیایی: Jose María del Río‎) صداپیشه و گوینده رادیو اهل اسپانیا است.
او دوبلور نقش‌های کوین اسپیسی در اسپانیاست.
از فیلم‌ها یا مجموعه‌های تلویزیونی که وی در آن‌ها نقش داشته است، می‌توان به پوکویو اشاره نمود.